# John Buckland Wright
Pour les articles homonymes, voir JBW (homonymie).
John Buckland Wright ou JBW, né à Dunedin en Nouvelle-Zélande le 3 décembre 1897 et mort à Londres le 27 septembre 1954 , est un illustrateur et graveur néo-zélandais.
Il part tôt pour l'Angleterre, où il étudie l'Histoire et l'architecture, mais préfère se consacrer à des activités artistiques. Il s'installe en Belgique en 1926 et apprend de façon autodidacte la gravure sur bois. Il intègre la société artistique locale et se fait remarquer par la parisienne, ce qui le mène à Paris en 1929. Très proche de l'Atelier 17 de Stanley William Hayter et de l'atelier Lacourière-Frélaut, où il côtoie de grands artistes, il se perfectionne et devient très productif, aussi bien en gravure sur bois que sur cuivre. Il collabore principalement avec deux presses privées : celle d'Alexander A. Stols, Halcyon Press, à Maastricht et celle de Christopher Sandford, Golden Cockerel Press (en), à Londres.
Quand la seconde Guerre mondiale éclate, il rentre en Angleterre, où il continue de travailler avec la presse privée britannique. Il devient professeur universitaire de gravure et publie l'important ouvrage Etching and Engraving: Techniques and the Modern Trend, juste avant de mourir en 1954.

## Biographie

### Jeunesse
John Buckland Wright naît à Dunedin à Redroofs, une mansion de brique conçue par J. L. Salmond et édifiée par son père Jack Wright, directeur de Wright Stephenson (en) et fils du fondateur de la société J. T. Wright.
À la suite de la mort de son père, il quitte assez tôt — en 1905 — la Nouvelle-Zélande pour aller étudier l'Histoire en Angleterre. Il s'enrôle pour un diplôme de guerre au Magdalen College de l'université d'Oxford puis part étudier l'architecture à l'université de Londres, où il est diplômé en 1922, bien qu'étant nettement plus porté par l'art plutôt que cette discipline. Pendant qu'il est à Oxford, il visite régulièrement l'Ashmolean Museum, où il passe des heures à copier des anciennes sculptures ; les déesses et nymphes grecques sont ses premiers modèles et développeront sont approche de l'art.
La Première Guerre mondiale marquera Buckland Wright aussi bien personnellement qu'artistiquement. Il rejoint le Scottish Ambulance Service (Service d'ambulance écossais) et accompagne l'armée française à Verdun, l'endroit où les Français ont souffert de la plus grande perte humaine. Il y est témoin de scènes très douloureuses et reçoit pour son aide aux blessés la Croix de guerre 1914-1918.

### Vie et carrière en Belgique et en France
En 1926, il s'installe à Bruxelles, rue Edith Cavelle. Il se forme lui-même à la gravure sur bois et sur cuivre. Il rencontre dans cette ville Mary Bell Anderson, une musicienne canado-écossaise, avant de l'épouser, le 30 décembre 1929, près du consulat britannique, à Paris.
Il devient membre de la Société de la Gravure Originale Belge et des Xylographes Belges. Alors qu'il expose avec ces derniers en 1929, son travail est remarqué par Jan Greshoff (en), poète, journaliste et cofondateur de De Zilverdistel, la première maison d'édition privée néerlandaise. C'est lui qui reconnaît les talents de Buckland Wright, et le premier à voir en lui de grandes qualités d'illustrateur de livre,.

Il part à s'installer à Paris en 1929. Après avoir d'abord résidé dans son studio parisien des Buttes-Chaumont, John Buckland Wright emménage avec son épouse au 9 rue de Valence dans le Quartier latin, où il dispose d'un atelier et où ils résideront jusqu'à la seconde Guerre mondiale. Buckland Wright aide Stanley William Hayter à fonder son fameux Atelier 17 à Paris, dans lequel des artistes vont expérimenter de nouvelles techniques d'estampe ; JBW — tel qu'il se fait connaître — fréquentera cet atelier à partir de 1934 et travaillera avec des artistes aussi célèbres que Matisse, Chagall, Picasso, Miró Dali, Józef Hecht, Max Ernst, Yves Tanguy ou André Masson,. Il devient son directeur en 1936 et est, selon Hecht, 
« responsible for many of the technical innovations which have since been widely disseminated in most countries. »
— Stanley William Hayter, About Prints, Londres, Oxford University Press, 1962

« responsable de beaucoup des innovations techniques qui ont depuis été largement diffusées dans la plupart des pays. »
À l'atelier Lacourière-Frélaut, il apprend de Roger Lacourière la gravure sur cuivre, la taille-douce et autres techniques de gravure, dont la capacité de créer un ton d'arrière-plan en essuyant à la main l'encre sur les portions non-travaillées. Il en fait l'éloge dans Roger Lacourière and Modern French Engraving en disant qu'« il n'y a rien qu'il aime plus qu'initier un jeune artiste, ou un plus vieux, d'ailleurs, aux secrets de la profession. Une rapide démonstration magistrale va économiser à l'artiste des semaines d'expériences maladroites,... »
Buckland Wright produit de nombreuses gravures sur bois et sur cuivre pour des presses privées des Pays-Bas, et en particulier au travers de son étroite collaboration avec Alexander A. Stols. Mais il produit aussi, de façon ponctuelle, un grand nombre de gravure pour des amis, comme en témoigne un ex-libris réalisé en 1932 pour M. B. B. van Nijkerk.
Avant de rentrer en Angleterre, il produit également de nombreuses gravures pour la britannique Golden Cockerel Press (en). Afin de l'attirer, Christopher Sandford, copropriétaire de la presse privée britannique, écrit à John Buckland Wright : « Love Night est le livre pour lequel j'ai toujours voulu que vous illustriez pour nous. Bien que j'ai eu le MS à mes côtés pendant deux ans, nous venons de décider de le sortir — pour vous « présenter » ! » C'est ainsi que le livre Love Night de Edward Powys Mathers, qui sera très bien accueilli, devient leur première collaboration, et permettra de présenter l'œuvre de Buckland Wright aux collectionneurs britanniques et américains. Ils signent un contrat de cinq ans consistant à produire trente plaques pour 160 £ chaque année, et deviendront amis.

### Retour en Angleterre
Dans les années 1930, 1940 et au début des années 1950, trois artistes ont beaucoup contribué à situer la gravure britannique dans l'art contemporain européen : le néo-zélandais John Buckland Wright et les deux anglais Stanley William Hayter et Anthony Gross (en). Tous ont des attachements plutôt français que pour les écoles de gravure britanniques du début du siècle. Pourtant, John Buckland Wright revient en Angleterre en 1939, quand la seconde Guerre mondiale éclate.
La récession anglaise qui suit la fin de la seconde Guerre mondiale pousse Buckland Wright à chercher des commandes ailleurs que dans la presse privée. En plus de l'augmentation du prix de la vie, les postes que lui et sa femme occupaient sont terminés, et le déménagement à un nouvel appartement ainsi que la naissance de leurs enfants Christopher (1945), Richard (1947) et Elizabeth (1948) sont difficiles à compenser par les 250 £ qu'il reçoit des droits de succession de son grand-père tous les ans. C'est ainsi, par exemple, que la société londonienne de Lindsay Drummond l'engage pour illustrer 6 livres, dont The Seven Who Were Hanged de Leonid Andreïev, où les illustrations ne seront pas des gravures, mais des dessins, dont un qui est un portrait d'Andreïev. Il réalise également divers travaux commerciaux dont des designs de livre, des papier d'emballage, des ex-libris et des cartes de noël.
À l'occasion des Jeux olympiques d'été de 1948, John Buckland Wright participe à la compétition artistique — appelée Mixed painting, Engravings And Etchings — pour le Royaume-Uni, sans obtenir de médaille,.
Il continue de produire des gravures sur cuivre pour différentes presses privées ou non, mais devient professeur universitaire de gravure à la Camberwell College of Arts en 1950 puis à la Slade School of Fine Art deux ans plus tard. « John Buckland Wright semblait tout permettre ; il était parfaitement satisfait de tout ce qui pouvait arriver ; il nous a permis de nous exprimer totalement. Il avait le don d'enflammer les étudiants avec enthousiasme, comme s'il lançait une allumette dans une meule de foin, » témoigne Philip Sutton (en), un ancien élève à la Slade School of Fine Art. Frank Martin, ajoute lui qu'il était « extrêmement courtois et traitait tout le monde comme son égal » et que « sa modestie faisait disparaître le côté trop mystérieux de l'eau-forte ».
En 1953, il publie l'ouvrage Etching and Engraving: Techniques and the Modern Trend, qui aura une certaine influence dans le monde de la gravure.
Il meurt de façon inattendue en 1954, des suites d'une brève maladie,.

## Œuvre

### Influences
Autodidacte, John Buckland Wright commence à dessiner à l'âge de 13 ans. Il ne suit aucune formation d'artiste, si ce n'est celle d'un maître d'art à Rugby. Les livres d'Ovide et Virgile qu'il consulte à l'Ashmolean Museum de l'université d'Oxford, et surtout le livre A Handbook of Anatomy for Art Students (« Manuel d'anatomie pour étudiants en art », 1896) d'Arthur Thomson (en) sont ses principales sources d'inspiration, dessinant des corps humains de Néréides, de nymphes, de Pan ou de satyres qu'il situe dans des décors naturels tels que des rivières et des forêts.
Il s'est intéressé à la gravure en 1924, après avoir été très impressionné par une exposition permanente sur les documents, les outils et les différentes techniques de gravure et d'impression de livre au Victoria and Albert Museum. Il a été fortement influencé par le livre d'Edward Gordon Craig, Woodcuts and Some Words, publié la même année. Déjà installé à Bruxelles à cette époque, il profite du dynamisme artistique de la région autour de laquelle gravitent des écrivains et artistes plastiques tels que Maurice Maeterlinck, Francis Jammes, Waldemar George ou Gustave de Smet, et où de nombreux artistes de Paris viennent exposer, comme Matisse, Derain et Picasso. JBW fait partie du De Vijf, un groupe de graveurs de blocs de bois influencés par Edward Pellens, le père de la gravure sur bois en Belgique au XXe siècle. L'un des membres principaux de ce groupe est Franz Masereel, un graveur sur bois flamand et pacifiste lors de la première Guerre mondiale.
John Buckland Wright a par ailleurs été influencé par le travail d'Aristide Maillol, qui a également concentré son travail sur le corps féminin d'un style très classique. Il commentera à Sanford à propos de ses gravures sur bois : « elles sont probablement beaucoup plus érotiques que ce que même toi tu voudrais me faire faire — je ne sais pas — peut-être qu'elles correspondent à tes idées. D'ailleurs, je pense que tu seras poursuivi pour l'avoir publié. De toutes façons, elles sont pratiquement parfaites, » et ajoutera à une autre occasion qu'elles sont « quelques-unes des plus belles gravures des temps modernes,. »

### Premières commandes et collaboration avec Alexander A. Stols
Il produit d'abord 14 gravures sur bois pour ce qui aurait dû être sa première commande publiée. Mais l'édition finale du Sphinx d'Iwan Gilkin n'en comportera que quelques-unes. Toutes ses gravures verront le jour en 1960 dans une édition cadeau destinée aux membres de la société Graphia.
Sa première commande de gravure publiée entièrement est un ensemble de 11 estampes pour une édition spéciale de 1930 des Sonnets de John Keats,. Sa collaboration avec Alexander A. Stols, éditeur de cette première publication, sera productive, puisque John Buckland Wright illustrera plus d'une dizaine d'ouvrages, dont une édition du Le Masque de la mort rouge d'Edgar Allan Poe, d'une autre des Souffrances du jeune Werther de Goethe, pour laquelle il utilise pour la première fois des gravures sur cuivre, qu'il avouera ne pas avoir aimées, et d'une autre du poète français Jean-Louis Vaudoyer, Donne-moi ton cœur…, dont le frontispice est une gravure sur cuivre montrant l'influence du graveur français Jean Émile Laboureur.
Au début des années 1930, son ami américain Quincy Porter est sur le point de publier Twelve Songs for Helen ; il demande à Buckland Wright d'illustrer en couleur les parties musicales. Le graveur utilise un burin sur le bois de bout du buis et colore à la main l'image au crayon gras. Il utilise également le crayon gras sur There was a Piper (1931). Il reprendra des images plus colorées dans la publication post-guerre de Salmacis and Mermaphroditus, de Francis Beaumont.
Il illustre deux des trois éditions du néerlandais Emile van der Borch van Verwolde (nl), dont 12 jonge dichters (1932).
En 1933 sort une édition de Dolores (Notre-Dame des Sept Douleurs) de Algernon Swinburne, imprimée par Alexander A. M. Stols et illustrée par Buckland Wright. Ses gravures en ligne blanche montrent la maîtrise du burin par l'artiste, avec un résultat final aussi propre et net que la pointe de l'instrument utilisé.
Au début des années 1930, Joseph Ishill (1888-1966), imprimeur anarchiste au travers de son Oriole Press basée au New Jersey, commande à John Buckland Wright des gravures sur bois pour une publication annuelle appelée Free Vistas (en 1933 et 1937). Ishill lui offre par ailleurs d'illustrer le poème de l'anglais John Barlas (en), Yew-leaf and Lotus-petal, publié en 130 exemplaires numérotés en 1935.

### Autopublications
En 1935, Buckland Wright s'essaie à l'autopublication, avec Cupid's Pastime, tirée à 31 exemplaires sous le nom d'impression « J.B.W. Editions », et avec la note dans le colophon suivante : « Une expérience privée en illustration et typographie par le graveur des plaques, qui n'offre aucune autre excuse pour cette publication. » La seconde autopublication est The Marriage of Cupid and Psyches (1936), publiée à 50 exemplaires numérotés, dont les gravures ont été imprimées, selon les propres mots de Buckland Wright, en utilisant une encre spéciale faite à partir d'une recette de Józef Hecht, laquelle est basée sur des formules du XVe siècle. Il n'autopubliera plus rien à cause de la deuxième Guerre mondiale qui le pousse à rentrer en Angleterre.

### Collaboration avec Golden Cockerel Press
Après sa première collaboration à succès chez Golden Cockerel Press (en) avec Love Night, qui permet à John Buckland de s'introduire en Angleterre et aux États-Unis, il illustre une deuxième publication : celle de Mademoiselle de Maupin, tirée à 500 exemplaires numérotés, de Théophile Gautier. Buckland Wright travaille directement depuis le texte français et produit six gravures sur cuivre ; il n'est pas satisfait du résultat et dira même que cette édition n'aurait jamais dû être faite. Sandford, copropriétaire de la presse privée britannique, critique lui aussi les images disant qu'elles ne conviennent pas à l'Union des écoles de filles et de femmes. Le critique Humbert Wolfe (en) est plus mesuré, mais écrit que les gravures ont une « pertinence fastidieuse » vis-à-vis du thème du texte de Gautier.
Christophe Sanford maintient sa confiance en son graveur et lui fait une commande d'une trentaine de gravures pour une édition des Rubaiyat d'Omar Khayyam,. John Buckland Wright lui répond « Je vous préviens que je vais me permettre une totale liberté en faisant ces illustrations... Je vais essayer de faire un poème visuel, oriental dans le sentiment et inspiré par Fitzgerald, mais en aucun cas une illustration littérale. » Il produit des gravures d'un érotisme gracieux et décent, alternant entre la sensualité innocente et d'autres images plus tendancieuses. Cette édition, tirée à 300 exemplaires, paraît en 1938 ; mais aux Pays-Bas, une version clandestine est tirée en 1944, pendant l'occupation allemande : les quatrains sont traduits au néerlandais par Henricus Wijbrandus Jacobus Maria Keuls alias Ponticus. Cette version plaît à John Buckland Wright pour la reproduction des images en phototypie, et il se montre particulièrement fier de voir l'une de ses œuvres choisies par la résistance néerlandaise.
En 1939, Golden Cockerel Press publie en 100 exemplaires une édition bilingue latin-anglais de Pervigilium veneris / The Vigil of Venus de Cecil Clementi. John Buckland Wright dira, à propos de ses gravures sur cuivre : « C'est ce que j'appelle une impression parfaite. Le ton est suffisant et pas trop uniforme. Les lignes sont totalement mise en valeur et ont un léger ton ou auréole autour d'elles, ce qui va s'améliorer avec l'âge. C'est bien sûr pour beaucoup grâce au type de papier utilisé, l'encre, et la légère vibration laissée sur les lignes... Cette plaque a été imprimée froide et essuyée au chiffon... ». Grâce à la combinaison de la technique de gravure des lignes et de l'aquatinte au sucre — apprise de Lacourière —, il s'agit-là d'une des œuvres les plus réussies de John Buckland Wright.
Il illustrera en tout 17 publications de la maison d'édition britannique,.
En 1943, Golden Cockerl Press sort Pertelote, une bibliographie en 4 volumes reprenant toutes les publications de la presse privée de 1936 à 1943. Les quatre volumes, imprimés en 200 exemplaires numérotés, sont illustrés par John Buckland Wright.

### Travail diversifié en Angleterre
En 1939, grâce à son amitié avec Stanley William Hayter à l'Atelier 17, George Reavey, d'Europa Press, l'engage pour illustrer Quixotic Perquisitions, un livre sur Don Quichotte. Celui-ci est gravé suivant des lignes très fluides qui le rendent facilement reconnaissable ; Sancho Panza est représenté en minuscule à l'arrière de Rocinante, ce qui est particulièrement remarquable.
Après plusieurs travaux réalisés pour Golden Cockrel Press et s'être diversifié, notamment avec des dessins pour The Seven Who Were Hanged, John Buckland Wright réalise en 1947 ce qui est considéré comme le chef-d'œuvre du graveur néo-zélandais : Endymion de John Keats, publié en 500 exemplaires. Le texte se trouve être parfait pour ses illustrations : il s'agit d'une histoire d'amour entre le berger Endymion et Séléné, la déesse de la lune, située dans des clairières sylvestres, les enfers, les profondeurs de la mer et le firmament étoilé. 58 gravures sur bois ont été produites, évoquant un fort style classique et romantique. Il réalise pour cette œuvre plusieurs séries d'ébauches et de dessins achevés ; avec une loupe, il s'évertue à porter une attention spéciale à ce que les plaques soient parfaites, afin de ne pas avoir de mauvaises surprises sur un papier à grains fins. « Vraiment, cet imprimeur est SUPERBE ; toutes mes plaques préférées sortent comme des bijoux », s'exclamera-t-il en voyant le résultat final,.
John Buckland Wright collabore avec une nouvelle imprimerie, Folio Society : il réalise des gravures sur cuivre de très grande qualité pour l'édition de deux grands classiques : L'Iliade (1950) et L'Odyssée (1948) d'Homère. Ils ont été imprimés au moyen de la phototypie, ce qui rend le processus lent et coûteux, dépendant des capacités de l'imprimeur. Ainsi, les gravures de L'Odyssée étaient prêtes en 1946.
En 1949, Charles G. Campbell, un haut-gradé militaire et arabisant rassemble et traduit une collection de 16 contes arabes dans Tales from the Arab Tribes: A Collection of the Stories told by the Arab tribes of the Lower Euphrates, qui contient 28 dessins de JBW. St. John Philby, expert du Moyen-Orient, décrit cette publication comme « un travail qui peut honnêtement être appelé un chef d'œuvre, ».
En 1954, prolongeant ses expérimentations entamées avec ses œuvres sur la mythologie grecque, il produit dix aquatintes pour ce qui sera sa dernière œuvre : le deuxième volume du Décaméron de Boccace, de l'édition de la Folio Society,.

## Analyse

### Recherche de la sensualité féminine et nus
L'œuvre de JBW est caractérisé par le portrait du nu sensuel, dans lequel les formes féminine sont dépeintes avec grâce et charme. Cela tient son origine des événements dont il est témoin pendant la grande guerre : il trouve en effet le réconfort dans le dessin de personnages féminins qui incorporent l'idéal romantique de la philosophie grecque dans l'expression émotionnelle de son travail. Il remplace au travers de son art les paysages des horreurs de la guerre par des paysages à la nature luxuriante et la beauté des personnages féminins. Il s'inspire abondamment des paysages et des jardins néo-zélandais et britanniques. Il y exprime la profonde croyance du renouveau de la vie et de l'esprit humain.
Les comptes de Buckland Wright montrent qu'il a engagé des modèles tout au long de sa carrière pour les dessiner. Il s'efforce toujours de faire ressortir leur caractère, quoi qu'en les dépeignant de la façon la plus décontractée possible ; ils ne semblent avoir aucune préoccupation ni ont une attitude provocatrice, l'auteur préférant représenter leur innocence. Par le biais de ces dessins, il explore des idées de thématique et étudiait les poses. On peut observer que ses dessins sont de deux sortes : ceux dans lesquels l'artiste fait des essais sur les formes du corps uniquement, et ceux qui au contraire abondent de détails et d'étude du caractère du personnage.
La première gravure de l'artiste est Girl (« fille »), en 1925. Il ne s'agit pas d'un nu, mais il ne travaillera pas sur le corps des femmes avant 1928, avec des danseuses orientales et 1929 avec une étude sur des baigneuses. Ensuite, le nu devient la thématique prédominante dans son œuvre.
Il apprend à maîtriser la gravure sur cuivre avec Roger Lacourière, et expérimente la pointe sèche (notamment avec Jeune fille au bain, 1932), voire le support en zinc (notamment avec L'Enlèvement, 1933).
Dans Dolores (1933), il peaufine le tracé avec une forme plus pure de gravure de ligne blanche (une technique qu'il utilisera à nouveau pendant la deuxième Guerre mondiale). À Paris, où il arrive en 1929, il participe à l'Atelier 17, où il travaillera sur une série d'interprétations surréalistes du nu, sous le titre de Composition and Artist and Model (1934).
À son retour en Angleterre, il revient à l'utilisation de la gravure en ligne blanche et explore de nouvelles techniques comme l'effet de ton dans The Bathroom (1942) et l'arrière-plan dentelé dans Nude Silhouette (1944). Par ailleurs, il s'essaie à nouveau à la gravure sur cuivre avec l'aquatinte.
Dans ses contributions pour la Golden Cockrel Press, John Buckland Wright s'exprime d'autant plus librement que la thématique des livres édités appelle des illustrations de nu féminins sensuels. Heart's Desire (1940), traitant du lesbianisme, contient quelques-unes de ses gravures sur cuivre les plus réussies.

### De nombreuses expérimentations
Il s'exprime au travers de thématiques propres à certains auteurs, mais il est à noter qu'il a participé aux 6 ouvrages de la Golden Cockrel Press inspirés de la mythologie grecque, à savoir Hymn to Prosperine (sur Perséphone, écrit par Algernon Swinburne, 1944), Hero and Leander (sur Héro et Léandre, écrit par Musée le Grammairien, 1949), Pasiphaë (sur Pasiphaé, écrit par Algernon Swinburne, 1950), Salmacis and Hermaphroditus (sur Salmacis et Hermaphrodite, écrit par Francis Beaumont, 1951), The Grecian Enchanted (écrit par Phyllis Hartnoll (en), 1952) et L'Après-midi d'un Faune (sur les Faunes, écrit par Stéphane Mallarmé et traduit par Aldous Huxley, publié de façon posthume en 1956). Il n'abandonne cependant pas la sensualité des corps féminins, en se servant de l'imaginaire de la mythologie, et ce qu'il a de tendancieux, comme l'union interdite entre Pasiphaé et un taureau blanc qui donne le Minotaure. « John Buckland Wright était l'artiste créatif, et son habileté envoûtante. La gravure découlant de son burin au même niveau que celui des graveurs qu'il admirait tant : Antonio Polliauolo, Andrea Mantegna et Martin Schongauer, » déclare Albert Garrett lors de son étude de Pasiphaë dans A history of wood engraving,. Par ailleurs, dans The Grecian Enchanted, Buckland Wright cherche « une échappatoire au burin », en réalisant ses 8 gravures à l'eau-forte et à l'aquatinte — ce qui lui valut un accueil mitigé — et en combinant ce changement avec l'utilisation d'une autre police, la Caslon Old Face type, le papier moisi d'Arnold et une composition différente sous la supervision de E. T. Kelly à la Chiswick Press. Ce n'est pas la seule œuvre où il expérimente : dans Salmacis and Mermaphroditus, il s'essaie à la couleur (seulement trois : or, bleu et gris) et à des plaques de bois coupées séparément ; il procède par tâtonnement, en testant la transparence des encres pour vérifier quel papier utiliser. À noter enfin qu'il s'essaie aussi à la lithographie sur le livre de Marie Bonaparte, Flyda of the Seas, qui en comporte 12 de couleur ; il est possible que Buckland Wright ait voulu continuer à exploiter cette technique, sans avoir eu le temps de le faire, avant sa mort soudaine.
Quand il était à Paris, lui et Stanley William Hayter ont pris le train du surréalisme. Mais tandis que Hayter se décrivait lui-même comme un passager de troisième classe, Buckland Wright y est monté en passant, avant de descendre assez rapidement. En effet, il expérimente avec les styles abstraits ou surréalistes, mais n'adopte jamais complètement la doctrine d'André Breton. Il produit cependant de nombreuses gravures entre 1934 et 1935, dans un style qu'il décrit comme étant un mélange du « sang du réalisme et du cerveau du rythme abstrait », parfois sur cuivre mais plus souvent sur bois, et qui étaient caractérisées par des lignes fortes, avec des contours clairs et précis,.
John Buckland Wright a également réalisé quelques gravures érotiques, tout au long de sa carrière, bien qu'elles n'aient jamais été publiées de son vivant et ont uniquement circulé parmi d'autres artistes amis. N'apparaissant pas dans son livre, Etching and Engraving: Techniques and the Modern Trend non-plus, elles ne sont apparues publiquement pour la première fois que lors de l'exposition de 2005, John Buckland Wright (1897–1954) : The Sensuous Nude, à Londres.
À sa mort en 1954, il a produit 1000 estampes, dont 600 illustrations pour des livres, 400 sur bois et environ 200 sur cuivre.

## Publications
Sont listés ici les anthologies publiées de son vivant et les ouvrages dont il est l'auteur :
- (en) Cockolarum : A Sequel to Chanticleer and Pertelote, Londres, Golden Cockerel Press, 1949Anthologie de 5 livres illustrés par John Buckland Wright chez Golden Cockerel Press.
- (en) John Buckland Wright, Etching and Engraving : Techniques and the modern trend, Londres, Studio Publications, 1953, 240 p. (OCLC 753261456)Ouvrage dont il est l'auteur ; toujours étudié actuellement dans les écoles de gravure anglaises.

## Expositions importantes

### Expositions individuelles

#### De son vivant
- Engravings and Illustrations by John Buckland Wright from 1929 to 1937, Londres, octobre 1937 par Dulau and Co.[69],[12].

#### Posthumes
- Acid and Grave : An Exhibition of Prints by John Buckland Wright (1897-1954), Wellington, Wellington City Art Gallery (en), août 1982[70]
- Under the cover of darkness: night prints, Londres, septembre 1986[71]
- The Engravings of John Buckland Wright, Londres, 1990[72]
- John Buckland Wright (1897-1954) : The Continental Years, Londres, Wolseley Fine Arts, 1997[73]
- John Buckland Wright (1897-1954) : the surrealist years 1934-1954, Londres, Wolseley Fine Arts, 1999[74]
- John Buckland Wright (1897-1954) : the Golden Cockerel years, Londres, Wolseley Fine Arts, 2001[37]
- John Buckland Wright (1897-1954) : For My Own Pleasure, Londres, Wolseley Fine Arts, 2003[75]
- John Buckland Wright (1897–1954) : The Sensuous Nude, Londres, Wolseley Fine Arts, 2005[76]

### Expositions collectives posthumes
- Night prints (exposé avec notamment Walter Sickert, Eric Gill, David Jones, Henry Moore, Thomas Sturge Moore, Paul Nash, Charles Ricketts, Charles Tunnicliffe), Londres, janvier 1986[77]
- Out of the wood (exposé avec Edward Gordon Craig), dans le monde entier, de 1992 à 1998 : une série de 60 gravures tirées de la collection du British Council et sélectionnées par Simon Brett[78]